# Robin McKelle

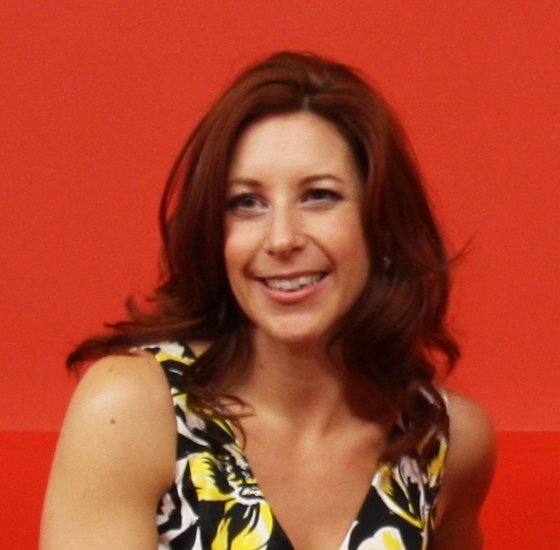
Robin McKelle (2009)

Robin McKelle (* 20. Januar 1976 in Rochester (New York) als Robin McElhatten) ist eine amerikanische Jazzsängerin und Songwriterin, die auch im Bereich der Soul- und Popmusik tätig ist.

## Leben und Wirken
McKelle, Tochter einer Kirchenchorsängerin, erhielt mit fünf Jahren klassischen Klavierunterricht. Zehn Jahre lang erlernte sie zudem Flügelhorn. Bereits seit früher Kindheit von Aretha Franklin, Donny Hathaway, Nina Simone und Gladys Knight beeinflusst, wechselte sie als Jugendliche zum Jazz. Sie trat zunächst mit verschiedenen Schulbands auf. Von 1994 bis 1996 studierte sie Musik an der University of Miami, um 1999 ihr Masterstudium am Berklee College of Music zu absolvieren. 2004 gewann sie den dritten Platz bei der Thelonious Monk Vocal Jazz Competition.
In den folgenden Jahren arbeitete McKelle bei Bühnenauftritten mit George Duke, Wayne Shorter, Herbie Hancock, Carly Simon, David Bowie, Don Grusin, Lonnie Plaxico, Carl Allen, Bobby McFerrin  und Michael McDonald, um dann als Leadsängerin beim Boston Pops Orchestra zu wirken. Auf ihrem Debütalbum Introducing Robin McKelle (2006) interpretierte sie die Klassiker des Great American Songbook im Bigband-Sound, ebenso auf Modern Antique (2008).
Hingegen coverte McKelle 2010 auf ihrem Album Mess Around vor allem Songs der Beatles, Bee Gees und Leonard Cohen. Mit dem Album Soul Flower (2012) und unterstützt von ihrer neu gegründeten Band The Flytones sowie Lee Fields und Gregory Porter wendete sie sich vorwiegend eigenen Songs zu, denen von laut.de „Mittelmaß“ bescheinigt wurde. Auch auf den nächsten Alben wie zuletzt Melodic Canvas (2018) interpretierte sie eigene Songs, um auf Alterations (2020) zu Songs von Sängerinnen wie Janis Joplin, Carole King, Billie Holiday, Joni Mitchell, Lana Del Rey oder Sade zurückzukehren und diese wieder in einem eher dem Jazz zugewandten Kontext vorzustellen.